# نهر کوستیلا
نهر کوستیلا (به انگلیسی: Costilla Creek) یک رود در ایالات متحده آمریکا است که در ایالات متحده آمریکا واقع شده‌است.